# Dave Rastovich
Dave “Rasta” Rastovich (Auckland, 31 de dezembro de 1979) é um freesurfer neozelandês.
Apesar de ter conquistado inúmeros campeonatos de surfe nas categorias de base, Dave não se adaptou ao universo competitivo e virou um dos mais conhecidos freesurfers do mundo. É, também, um dos grandes nomes do estilo de surfe conhecido como "Alaia", onde os surfistas usam uma prancha de madeira sem quilhas.

## Prêmios e Indicações
| Ano  | Prêmio                          | Categoria                  | Resultado | Ref.  |
| ---- | ------------------------------- | -------------------------- | --------- | ----- |
| 2008 | Surfer's Path Green Wave Awards | Individuals Who Surf       | Venceu    | [ 5 ] |
| 2010 | Australian Surfing Awards       | Asb Surf Industry Award    | Venceu    | [ 6 ] |
| 2018 | Australian Surfing Awards       | Peter Troy Lifestyle Award | Venceu    | [ 6 ] |

## Filmografia
| Ano  | Filme                                  | Ref.  |
| ---- | -------------------------------------- | ----- |
| 2004 | Blue Horizon                           | [ 4 ] |
| 2005 | Sea Level Pressure: A Surfer's Paradox |       |
| 2006 | Shades of Bali                         |       |
| 2008 | Out There                              | [ 7 ] |
| 2009 | Still Filthy                           | [ 7 ] |
| 2011 | Minds in the Water                     | [ 7 ] |
| 2015 | Gathering                              | [ 8 ] |